# Água Doce do Norte
Água Doce do Norte is een gemeente in de Braziliaanse deelstaat Espírito Santo. De gemeente telt 12.091 inwoners (schatting 2009).

## Aangrenzende gemeenten
De gemeente grenst aan Barra de São Francisco, Ecoporanga, Ataléia (MG), Mantena (MG) en Nova Belém (MG).